# ألبرت كوبو
ألبرت كوبو هو سياسي أمريكي، ولد في 2 أكتوبر 1893 في ديترويت في الولايات المتحدة، وتوفي بنفس المكان في 12 سبتمبر 1957 بسبب نوبة قلبية. نشط حزبياً في الحزب الجمهوري. وقد انتخب عمدة ديترويت ‏ (3 يناير 1950 – 12 سبتمبر 1957).

## وصلات خارجية
- ألبرت كوبو على موقع IMDb (الإنجليزية)